# Типи спряженості між видами
Типи спряженості між видами — розрізняються за характером зміни концентрації виду підлеглого (У) під впливом виду діючого (Х). О. О. Уранов розрізняв п'ять типів спряженості: позитивна (збільшення чисельності виду X спричиняє збільшенню кількості У), негативна (збільшення чисельності X спричиняє зменшення чисельності У), двозначна (збільшення чисельності Х спочатку збільшує велику чисельність У, а потім зменшує її), складна (збільшення чисельності X спочатку зменшує велику кількість У, а потім збільшує її) і байдужа (зміна великої чисельності Х практично не впливає на зміну великої чисельності У). Дані п'ять типів спряженості описані О. О. Урановим одним рівнянням:
Y = Yo exp (ax2 + cX),
де а, с, Yo — деякі постійні, від значення яких залежить тип спряженості. В даний час термін «спряженість» використовується для відображення альтернативних залежностей між видами і виділені О. О. Урановим Т. с. м. в. правильніше називати типами залежності між видами.